# Yona Sabar
Yona Sabar (hebreiska: יוֹנָה צַבָּר), född 1938 i Zakho i Irak, är en amerikansk språkvetare. Han är av kurdisk-judisk etnicitet och modersmålstalare av nordöstlig nyarameiska.
Sabar föddes i staden Zakho i norra Irak. Hans familj utvandrade till Israel 1951 under Operation Esra och Nehemeja. Han avkade kandidatexamen i hebreiska och arabiska vid Hebreiska universitetet i Jerusalem 1963 och doktorsexamen 1970 i Near Eastern Languages and Literatures vid Yale University. Därefter blev han professor i hebreiska vid University of California i Los Angeles. Han har publicerat över 90 vetenskapliga artiklar om judisk nyarameiska och judarnas folkliga traditioner i Kurdistan.
Hans livsresa från Kurdistans berg till motorvägarna i  Los Angeles skildras i sonen journalisten Ariel Sabars memoarer. Ariel Sabars bok My Father's Paradise: A Son's Search for his Jewish Past in Kurdish Iraq vann 2008 års National Book Critics Circle Award i kategorin självbiografi.